# Piotr Markiewicz
Piotr Markiewicz (n. 23 septembrie 1973, Sejny, Podlasia, Polonia) este un canoist ce a reprezentat Polonia, medaliat olimpic. A participat la o ediție a Jocurilor Olimpice (1996) în care a câștigat o medalie de bronz.

## Participări
Lista de mai jos prezintă principalele competiții la care a participat Piotr Markiewicz de-a lungul carierei.
- canoeing at the 1996 Summer Olympics – men's K-1 500 metres[*]